# Litván Demokratikus Párt
A Litván Demokratikus Párt (litvánul Lietuvių demokratų partija, LDP) egy politikai párt Litvániában, amelyet 1902-ben alapítottak meg. Az eredeti párt az Első világháború után, 1920-ban feloszlott és több mint hetven évre eltűnt a politika színteréről. 
A párt a Rendszerváltozás idején, 1989-ben újjáalakult és az 1992-es parlamenti választáson a Litván Kereszténydemokrata Párttal és a Litván Politikai Foglyok és Deportáltak Szövetségével együtt indult, és együtt 18 mandátumot szereztek a 141 fős Seimasban.
Az 1996-os választáson a Litván Nemzeti Unióval együtt indult, ahol nem jutott be a parlamentbe.

## Választási eredmények
| Választás éve | Szavazatok száma | Szavazatok aránya | Mandátumok száma | Parlamenti státusz |
| ------------- | ---------------- | ----------------- | ---------------- | ------------------ |
| 1992+         | 234 368          | 12,61%            | 18               | ellenzék           |
| 1996++        | 28 744           | 2,20%             | 0                | nem jutott be      |
| 2000          | 3323             | 0,23%             | 0                | nem jutott be      |

+ - a Litván Kereszténydemokrata Párttal és a Litván Politikai Foglyok és Deportáltak Szövetségével koalícióban
++ - a Litván Nemzeti Unióval koalícióban